# Казата
Казата (каз. Қазата, до 1993 г. — Турмыс) — село в Байдибекском районе Туркестанской области Казахстана. Входит в состав Алгабасского сельского округа. Код КАТО — 513637200.
Село находится на реке Шаян. У села на реке устроено Капчагайское водохранилище.

## Население
В 1999 году население села составляло 986 человек (537 мужчин и 449 женщин). По данным переписи 2009 года, в селе проживало 1088 человек (574 мужчины и 514 женщин).